# إدواردو نافارو (رسام)
إدواردو نافارو (بالإسبانية: Eduardo Navarro)‏ هو رسام أرجنتيني، ولد في 1979.